# Махашев, Нурпеис Махашевич
Нурпеис Махашевич Махашев (9 января 1946 года) — казахстанский политический деятель.

## Биография
Родился 9 января 1946 года в Исатайском районе Гурьевской области в семье служащего. Происходит из Младшего жуза племени Байулы рода Есентемир подрода Кон.
В 1970 году окончил Ташкентский институт инженеров транспорта по специальности «инженер путей сообщения — строитель».
Трудовую деятельность начал в 1970 году в Гурьевском отделении дороги бригадиром пути, дорожным мастером.
1971—1972. Служба в рядах Советской Армии, в военно-строительных частях мастером, прорабом УНР Приморского края.
C 1972 года мастер, начальник ОТК, главный строитель, главный инженер, начальник в системе Гурьевского домостроительного комбината.
1979. Секретарь парткома треста «Гурьевнефтехимстрой».
1984. Первый заместитель председателя Гурьевского горисполкома.
1985—1987. Управляющий треста «Гурьевсельстрой», председатель Облагропромстроя.
1987-06.1990. Заместитель начальника главного планово-экономического управления Гурьевского облисполкома.
06.1990-1992. Председатель Гурьевского горисполкома, председатель городского совета народных депутатов.
1992-11.1993. Аким города Атырау.
11.1993-02.1999. Генеральный координатор фирмы «Магденли международные перевозки», генеральный координатор СП «АТМА аэропорт Атырау и перевозки».
02.1999-05.2000. Заместитель акима Атырауской области.
05.2000-12.2002. Советник президента НК «КазМунайГаз».
12.2002-2004. Президент ОАО «ЭмбаМунайГаз».
04.2004-11.2004. Директор производственного филиала «ЭмбаМунайГаз» АО "Разведка Добыча «КазМунайГаз».
2007—2012. Генеральный директор ТОО «Казахтуркмунай».

## Общественная деятельность
Депутат Мажилиса Парламента Республики Казахстан от избирательного округа № 21 Атырауской области, член Комитета по экономической реформе и региональному развитию Мажилиса Парламента Республики Казахстан (19.09.2004-20.06.2007)

## Публикации
Автор ряда публикаций, среди которых «Научный подход к управлению производством в условиях рыночной экономики» (в соавторстве с М. Ф. Шапиро, Д. Ш. Абрахмановым), «Опыт и проблемы автоматизации управления производством» (в соавторстве с М. Ф. Шапиро, Д. Ш. Абрахмановым), «Методы оценки интеллектуальной собственности», в трудах: Сибирский научный сборник № VI, 2003 и др.
- Н. М. Махашев, В. В. Петровский. Казахстан эпохи Нурсултана Назарбаева/ Алматы, Олке, 2008.

## Награды и звания
- Орден «Құрмет» (1999), «Звезда содружества» (2008).
- Ордена I и II степени Святого благочестивого князя Даниеля Московского (за помощь в реконструкции Успенского собора в городе Атырау), Орден Сергия Радонежского 1-й степени (РПЦ, 2000).
- Знак «Қазақстан мұнайына 100 жыл» (1999).
- Почетный гражданин Исатайского, Макатского, Жылыойского районов Атырауской области.